# Райсцуг
47°47′43″ пн. ш. 13°03′01″ сх. д. / 47.7954° пн. ш. 13.0502° сх. д.
Райсцуг (нім. Reißzug) — підіймач, залізниця на канатній тязі, створена та використовувана для постачання вантажів у замок Гоензальцбург поруч з містом Зальцбург (Австрія). 
Підіймач відомий своїм віком; ймовірно, його було відкрито в 1495 або 1504 рр. 
Райсцуг не слід плутати із Зальцбурзьким фунікулером, який перевозить відвідувачів замку і був побудований в 1892 році
.

## Історія

### Поява
Вперше підіймач був згаданий в 1515 кардиналом Маттеусом Лангом, який пізніше став архієпископом Зальцбурзьким. 
Таким чином, цей підіймач один із найстаріших нині діючих зразків залізничного транспорту 
.
Райсцуг досі курсує за початковим маршрутом крізь мури замку. 
Маршрут починається біля Ноннберзького абатства під східним муром замку; потім підіймач прямує під похилом 65 % до центрального двору фортеці, проходячи через п'ять концентричних оборонних мурів. 
У місці проходу кожного муру знаходяться брами, кожна з яких можуть бути зачинені міцними дерев'яними стулками. 
Наявність та очевидний вік брам є доказом опису, даного кардиналом Лангом 
.

### Сучасна історія
Імовірно, спочатку на лінії використовувалися сані-подібні візки, проте незабаром були встановлені дерев'яні рейки і колеса. 
Вагони тяглися прядив'яною мотузкою. 
До 1910 року лінія працювала завдяки зусиллям людей чи тварин.
За час використання лінія кілька разів покращувалася та перебудовувалася (останній раз – в 1990 році). 
Зараз лінія використовує сталеві рейки та сталевий трос. 
Рух відбувається внаслідок роботи електродвигуна, для контролю за роботою лінії встановлено систему відеоспостереження 
.

## Технічні параметри

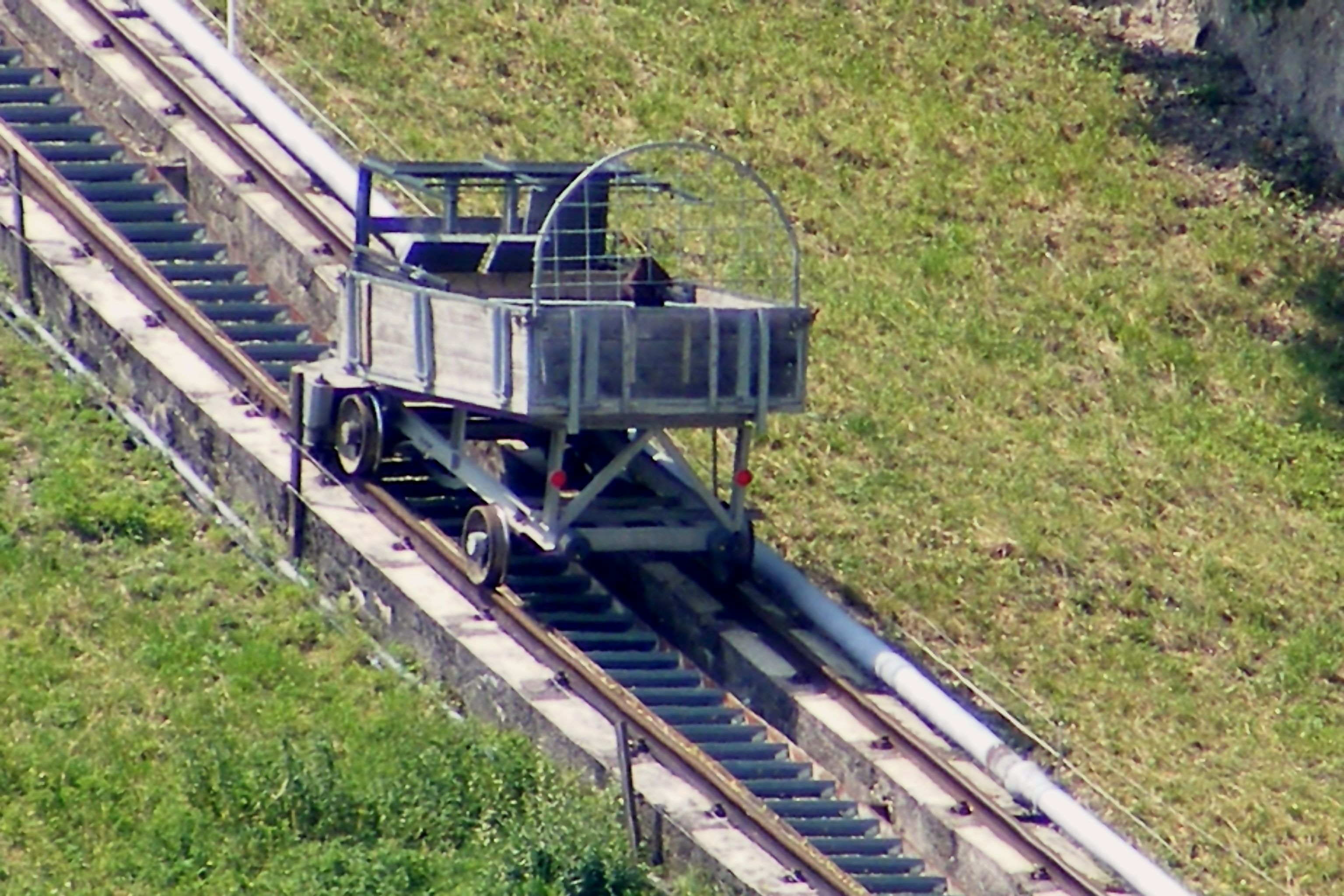
Вагон Райсцуг

У своєму поточному втіленні лінія має наступні технічні параметри:
| Конфігурація          | Одноколійний |
| Режим роботи          | За інструкцією |
| Довжина               | 190 м |
| Висота                | 80 |
| Максимальний нахил    | 67 % |
| Станцій: 2            | Нонберг (47°47′44″ пн. ш. 13°03′02″ сх. д. / 47.795571° пн. ш. 13.050654° сх. д., нижня) Фестунг (47°47′45″ пн. ш. 13°02′55″ сх. д. / 47.795817° пн. ш. 13.048546° сх. д., верхня) |
| Вагонів               | 1 |
| Місткість             | 3 пасажири/2500 кілограмів |
| Ширина колії          | 1300 мм |
| Максимальна швидкість | 0,5 м/секунду |
| Час у дорозі          | 5 хвилин 45 секунд |
| тяга                  | Електрика |